# Bursera copallifera
Bursera copallifera là một loài thực vật có hoa trong họ Burseraceae. Loài này được (Sessé & Moç. ex DC.) Bullock mô tả khoa học đầu tiên năm 1936.